# Risiko Manager
RISIKO MANAGER (Eigenschreibweise) war eine deutsche Fachzeitschrift für Risikomanagement. Sie wurde herausgegeben von der Bank-Verlag GmbH. Die Zeitschrift erschien ab Januar 2006, zunächst im 14-tägigen Rhythmus, später mit zehn gedruckten Ausgaben pro Jahr. Ab 2018 wurde die Zeitschrift ausschließlich als ePaper publiziert und zum Jahresende 2019 eingestellt.
Die redaktionellen Schwerpunkte lagen in den Bereichen Kreditrisiko, Marktrisiko, operationelles Risiko und Enterprise Risk Management (ERM). Zielgruppe waren Risikomanager in Banken, Versicherungen, Finanzdienstleistern und anderen großen Unternehmen. Die Magazine enthielten neben Fachbeiträgen auch Interviews, Kurzmeldungen, Personalia, Nachrichten und Buchbesprechungen. 